# کومولیپو
کومولیپو (به انگلیسی: Kumulipo)‌در دین هاوایی سرود آفرینش است که اولین بار در قرن هجدهم ثبت شده است. همچنین شامل شجره‌نامه‌ای از اعضای خانواده سلطنتی هاوایی است و به افتخار کالانینویامامائو تهیه شده و به صورت شفاهی به دخترش آلاپایواهین منتقل شده است.

## سرود آفرینش
در کومولیپو، جهان در یک شب کیهانی آفریده شد. و‌فقط یک شب نیست، بلکه شب‌های زیادی در طول زمان است. کاهوناهای باستانی هاوایی و کاهنان دین‌هاوایی، در فصل ماکاهیکی، کومولیپو را به افتخار خدای لونو تلاوت می‌کردند. در سال ۱۷۷۹ کاپیتان جیمز کوک در طول فصل به خلیج کیالاککوا در جزیره هاوایی رسید و مورد استقبال قرار گرفت که سرود کومولیپو را می‌خواندند. برخی داستان‌ها می‌گویند که کوک به‌دلیل نوع بادبان‌های کشتی‌اش و رنگ پوست روشنش، با لونو اشتباه گرفته شده است. در سال ۱۸۸۹ دیوید کالاکائوآ یک جزوه شصت صفحه‌ای از کومولیپو را چاپ کرد. به این جزوه مقاله‌ای دو صفحه‌ای در مورد چگونگی سرودن و تلاوت اولیه این سرود پیوست شده بود.
سال‌ها بعد لیلی‌اوکالانی این سرود را به‌عنوان دعایی برای توسعه جهان و اجداد هاوایی‌ها توصیف کرد. لیلی این شعار را در حصر خانگی در کاخ ایولانی ترجمه کرد. این ترجمه در سال ۱۸۹۷ منتشر شد، سپس در سال ۱۹۷۸ توسط انتشارات پوئو بازنشر گردید.
کومولیپو در مجموع ۲۱۰۲ سطر دارد و به افتخار کالانینویامامائو که با تولدش صلح را برای همه آفرید، سروده شده است. بین خانواده او و کِآوه که پسرعمو و پسرعمه بودند، اختلافات زیادی وجود داشت، بنابراین تولد او مانع از دشمنی این دو شد. کومولیپو یک تبارشناسی کیهانی است، به این معنی که به خلقت جهان و نزول انسان‌ها و سایر موجودات مربوط می‌شود. از ۲۱۰۲ سطر، ۱۶ سطر آن «وا» (wā) است که به‌معنی دوران یا عصر است. در هر وا، چیزی زاده می‌شود، چه انسان باشد، چه گیاه یا موجود دیگر.

## بخش‌ها
کومولیپو به شانزده بخش یا عصر (wā) تقسیم شده است. هفت مورد اول تحت عصر پو (تاریکی)، عصر روح قرار می‌گیرند. زمین ممکن است وجود داشته باشد یا نداشته باشد، اما رویدادهای توصیف‌شده در یک جهان فیزیکی رخ نمی‌دهند. این کلمات، رشد و نمو حیات را درحالی‌که مراحل مشابهی را مانند یک کودک انسان طی می‌کند، نشان می‌دهند. همه گیاهان و حیوانات دریا و خشکی، زمین و آسمان، نر و ماده آفریده شده‌اند. که در نهایت منجر به به‌وجود آمدن پستانداران اولیه می‌شوند.
در زیر دوازده سطر عصر اول کومولیپو به زبان هاوایی، در ترجمه انگلیسی لیلی و در ترجمه آلمانی باستین آمده است. دو ترجمه انگلیسی مهم دیگر - ترجمه راک از باستین و ترجمه بکویث - در کتاب «کومولیپو» نوشته بکویث در سال ۱۹۵۱ آمده است:
| فارسی | انگلیسی (لیلی‌اوکالانی) | هاوایی |
| --- | --- | --- |
| 1. در زمانی که گرمای زمین را دگرگون کرد، 2. در زمانی که آسمان‌ها چرخیدند و دگرگون شدند، 3. در زمانی که نور خورشید فروکش کرد 4. تا روشنایی را آشکار کند، 5. در زمان شب مکالی (زمستان) 6. سپس لجنی که زمین را بنا نهاد، آغاز شد، 7. منبع عمیق‌ترین تاریکی، از ژرفای تاریکی، 8. منبع شب، از ژرفای شب 9. از ژرفای تاریکی، 10. از تاریکی خورشید در ژرفای شب، 11. شب فرا رسیده است، 12. شب زاده شده است | 1. At the time that turned the heat of the earth, 2. At the time when the heavens turned and changed, 3. At the time when the light of the sun was subdued 4. To cause light to break forth, 5. At the time of the night of Makaliʻi (winter) 6. Then began the slime which established the earth, 7. The source of deepest darkness, of the depth of darkness, 8. The source of Night, of the depth of night 9. Of the depth of darkness, 10. Of the darkness of the sun in the depth of night, 11. Night is come, 12. Born is Night | 1. O ke au i kahuli wela ka honua 2. O ke au i kahuli lole ka lani 3. O ke au i kukaʻiaka ka la 4. E hoʻomalamalama i ka malama 5. O ke au o Makaliʻi ka po 6. O ka walewale hoʻokumu honua ia 7. O ke kumu o ka lipo, i lipo ai 8. O ke kumu o ka Pō, i po ai 9. O ka lipolipo, o ka lipolipo 10. O ka lipo o ka la, o ka lipo o ka po 11. Po wale ho--ʻi 12. Hānau ka pō |

بخش دوم، که شامل نه عصر (wā) باقی‌مانده است، آو (ao) نام دارد و با ورود نور و خدایان، که بر تبدیل حیوانات به انسان‌های اولیه نظارت دارند، مشخص می‌شود. پس از آن شجره‌نامه پیچیده کالانینویامامائو قرار دارد که تا اواخر قرن هجدهم ادامه می‌یابد.

## تولدها در هروا
زادگان در هر دوره شامل موارد زیر است:
1. در اولین عصر، توتیای دریایی و لیمو (جلبک دریایی) متولد شدند.
2. در دومین عصر، ۷۳ نوع ماهی. برخی از ماهی‌های آب‌های عمیق شامل نایا (گراز دریایی) و مانو (کوسه) می‌شوند. همچنین ماهی‌های صخره‌ای، از جمله موی و وکه. گیاهان خاصی که نام‌های مشابهی دارند با این ماهی‌ها مرتبط هستند و به‌عنوان محافظ ماهی‌ها متولد می‌شوند.
3. در سومین عصر، ۵۲ نوع موجود پرنده، از جمله پرندگان دریایی مانند ایوا (پرنده ناوچه یا مرد جنگی)، لوپه و نویو (پرستوی دریایی هاوایی) به‌تصویر کشیده شده‌اند. این پرندگان دریایی خویشاوندان خشکی‌زی دارند، مانند آیو (شاهین)، ننه (غاز) و پوئو (جغد). در این وا حشراتی نیز متولد شدند، مانند په‌الوا (کرم ابریشم) و پوله‌لهوا (پروانه).
4. در چهارمین عصر، موجودات ترسناک و چندش‌آور متولد می‌شوند. این موجودات عبارتند از هونو (لاک پشت دریایی)، اولا (خرچنگ)، مو-او (مارمولک) و پولولیا (عروس دریایی). پسرعموهای آن‌ها در خشکی شامل کوهونوا ( تاک) و بامبو «اوهئوهه» هستند.
5. در پنجمین عصر، کالو (تارو) متولد می‌شود.
6. در ششمین عصر، اوکو (کک) و یول (موش) متولد می‌شوند.
7. در هفتمین عصر، ایلیو (سگ) و پئاپئا (خفاش) متولد می‌شوند.
8. در هشتمین عصر، چهار الوهیت به ترتیب متولد می شوند: لائیلائی (مؤنث)، کیئی (مذکر)، کانه (خدا)، کانالوا (اختاپوس).
9. در نهمین عصر، لایلای برادر بزرگترش کی‌یی را به همسری می‌گیرد و اولین انسان‌ها از مغز او زاده می‌شوند.
10. در دهمین عصر، لایلائی پس از از دست دادن علاقه به کی، برادر بعدی خود کین را به همسری می‌گیرد، سپس صاحب چهار فرزند کین شد: لائیولولو، کاماهائینا (مذکر)، کاماموله (مذکر)، کاماکالوا (مؤنث). لایلائی به‌زودی به کیوی بازگشت و سه فرزند به دنیا آمدند: ها‌ای(مؤنث)، هالی‌آ (مؤنث) و هاکه‌آ(مذکر). از آن‌جایی که این زنان در دورانی که مادرانشان با دو مرد بوده‌اند به‌دنیا آمده‌اند، «پولوا» می‌شوند و ادعای نسب هر دو پدر را دارند.
11. یازدهمین عصر، به موآ ادای احترام می‌کند.
12. دوازدهمین عصر، به دودمان واکیا ادای احترام می‌کند، که پسرش هالوآ جد همه مردم است.
13. سیزدهمین عصر، به نسب پاپاهاناوموکو مادر هالوآ احترام می گذارد.
14. در چهاردهمین عصر، لیائکوهونوا با کیاکاهولیهونوا جفت می‌شود و فرزندشان لاکا به‌دنیا می‌آید.
15. پانزدهمین عصر، به هائومینوی‌آیوایوا و دودمان او اشاره دارد، همچنین ماجراهای مائویی و خواهر و برادرهایش را توضیح می‌دهد.
16. شانزدهمین عصر، تمام تبار مائویی را تا چهل و چهار نسل، تا موییِ مائویی، پی‌یلانی، بازگو می‌کند.

در قرن نوزدهم و اوایل قرن بیستم، انسان‌شناسانی به نام‌های آدولف باستیان و رولند بوراگ دیکسون، یک بیت تکراری از سرود کومولیپو را به‌عنوان توصیف اختاپوس به‌عنوان تنها بازمانده از عصر پیشین هستی تفسیر کردند. مارتا وارن بکویث مردم‌شناس، در ترجمه سال ۱۹۵۱ خود از کومولیپو، ترجمه متفاوتی از آن ارائه داد، اگرچه او در مورد احتمال ترجمه صحیح «اختاپوس» بحث می‌کند و خدای کانالوآ را توصیف می‌کند.

## تأثیر فرهنگی
سیاه‌چاله کلان‌جرم مسیه ۸۷ که توسط تلسکوپ افق رویداد ثبت شده است، به‌طور غیررسمی نام هاوایی "Pōwehi" را به خود گرفته است، توصیفی شاعرانه از تاریکی مولد یا دنیای روح که از کومولیپو گرفته شده است.
در سال ۲۰۰۹، شاعر جامائیکایی هیولیملیکالانی اوسوریو شعر کومولیپو را در یک مراسم شعر در کاخ سفید اجرا کرد.